# Harry Gunnar Stierle

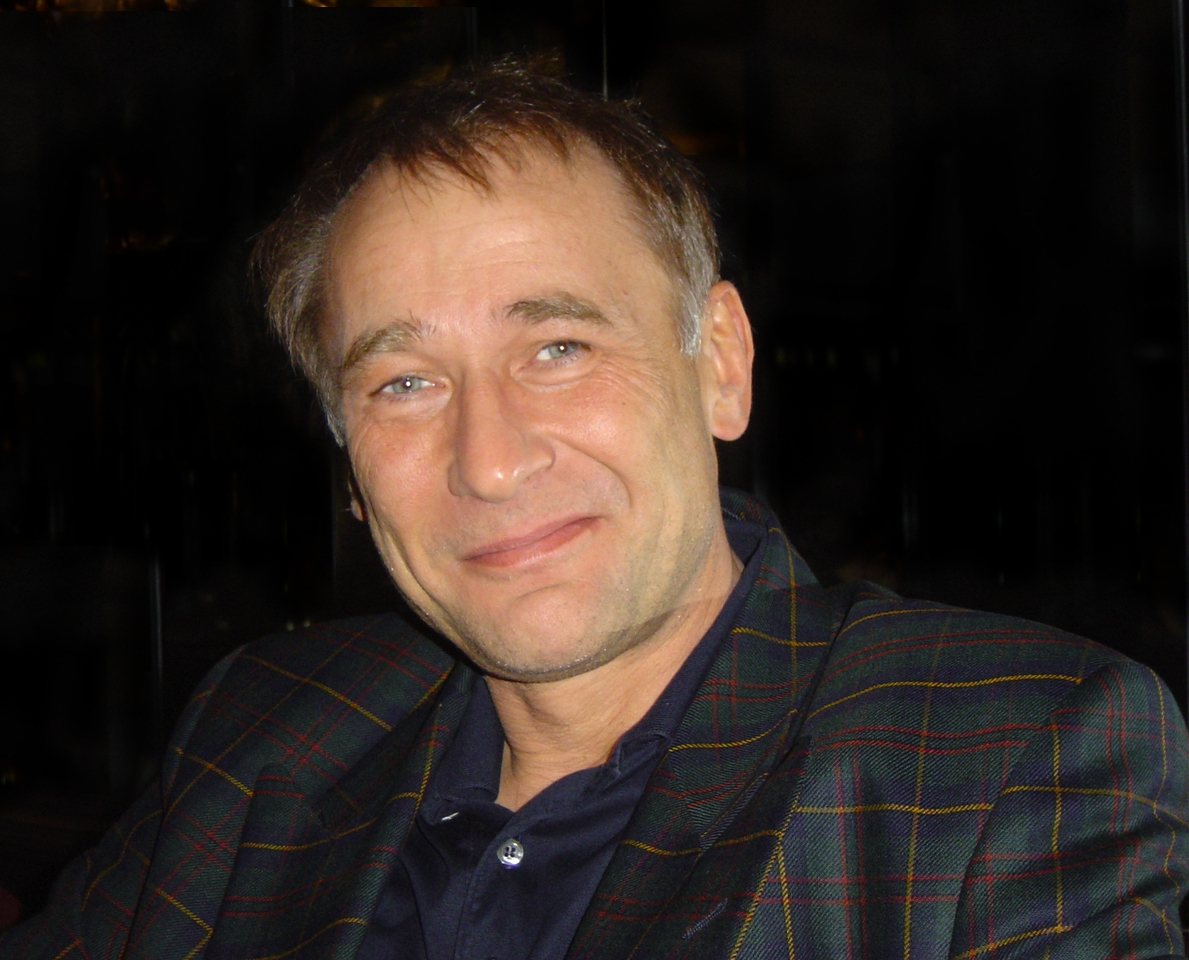
Harry Gunnar Stierle

Harry Gunnar Stierle (* 7. Mai 1954 in Bielefeld) ist ein deutscher Berater, Publizist und Unternehmer.

## Berufsweg
Stierle begann seine berufliche Laufbahn nach Volontariaten im In- und Ausland 1976 in Malente als Verleger und Herausgeber einer Wochenzeitung sowie der monatlich erscheinenden „Jugendzeitschrift für Ostholstein“.
1981 ließ er sich in Bad Salzuflen als freiberuflich-selbständiger Berater im Sozial- und Gesundheitswesen nieder. Er konzentrierte sich zunächst auf inhabergeführte Einrichtungen der ambulanten Versorgung. Ende der 1980er Jahre initiierte er die interdisziplinäre Beraterkooperation „MED PLAN TEAM“. Mit ihr veranstaltete er auch Beratertage für Ärzte. In der Wendezeit wurde er mit der Umstrukturierung von Polikliniken in der ehemaligen Deutschen Demokratischen Republik beauftragt. Deren Mitarbeitern ermöglichte er über das „MED PLAN TEAM“ einen Erfahrungsaustausch mit westdeutschen Betrieben.
In den 1990er Jahren programmierte er die Software „SAIPAS“ (Simulation, Analyse, Information, Planung, Auswertung, Steuerung) und vertrieb sie anschließend über die von ihm mitgegründete Marketingagentur „Doc´s Net GmbH“. Das Programm wurde unter anderem in Gemeinschaftspraxen, Steuerberaterkanzleien und Banken zur Durchdringung hochinvestiver Praxisgründungen, Bewertung von Großpraxen und später auch Praxissanierungen eingesetzt.
1991 veröffentlichte der „Verlag Norman Rentrop“ sein erstes Buch „Wie mache ich mich als Arzt selbständig“. Darin fasste er seine Erfahrung als Berater bei der Gründung und dem Aufbau ärztlicher Praxen zusammen. Ab 1995 gab er mehrere Fachperiodika zur Praxisführung für Ärzte und Zahnärzte heraus. 1998 folgte das erste Handbuch zum „Qualitätsmanagement in der Arzt- und Zahnarztpraxis“. Ein Jahr später erarbeitete er mit Co-Autoren wie Bertram Häussler vom „IGES-Institut“ und Peter Röhrig von der „Brendan-Schmittmann-Stiftung“ den vom Bundesministerium für Gesundheit initiierten „Leitfaden Qualitätsmanagement in der Arztpraxis“. Er veröffentlichte etwa 700 Artikel zu ökonomischen und gesundheitspolitischen Themen in rund 40 Fachtiteln, z. B. zu sektorübergreifenden Versorgungsformen (integrierte Versorgung) in dem von ihm verfassten Wirtschaftsteil der Zeitschrift „Der Hausarzt“.
Stierle beriet mehrere Berufsverbände wie die „Zentralvereinigung medizin-technischer Fachhändler, Hersteller, Dienstleister und Berater e.V.“ zur Integrierten Versorgung und Vernetzung im Gesundheitswesen und den „Privatärztlichen Bundesverband“ zur Verbandsarbeit. Zudem war er langjähriger Kooperationspartner des „Hartmannbund – Verband der Ärzte Deutschlands e.V.“.
Nach der Jahrtausendwende erweiterte er seinen Fokus auf die Inhalte und Durchführung präventiver Projekte. 2002 plante er im Auftrag der „Bertelsmann Stiftung“ den nationalen Award „Deutscher Präventionspreis“. Als Leiter der Geschäftsstelle der „GbR Bertelsmann Stiftung, Bundesministerium für Gesundheit und Bundeszentrale für gesundheitliche Aufklärung“ führte er ihn in vier Wettbewerbsjahren von 2004 bis 2007 in den Markt ein.
2005 gründete er mit dem Softwareunternehmer Holger Thamm eine Entwicklungs- und Betreibergesellschaft für das soziale Netzwerk „VORBILDER“. Zwei Jahre später stellten sie die Online-Plattform exzellenten Projekten zur Darstellung, Kommunikation, Vernetzung und den Transfer ihres Know-how zur Verfügung. 2008 veröffentlichte er sein Konzept für den Know-how-Transfer exzellenter Projekte. Dies wurde 2010 zur Grundlage der vom Europäischen Sozialfonds ausgezeichneten Projektidee einer Sächsischen Transferagentur.
Nach 2008 zog sich Stierle schrittweise aus seinen Unternehmen zurück. Heute widmet er sich in Vlotho-Steinbründorf der Fotografie sowie der Kunst- und Ausdrucksmalerei.

## Werke (Auswahl)
- Wie mache ich mich als Arzt selbständig. Rentrop-Verlag, Bonn 1991, ISBN 3-8125-0156-2.
- Das Neue Praxis-Handbuch für Ärzte von A-Z. Deutscher Ärzte-Verlag, Köln 1995–2006, ISBN 3-7691-3126-6.
- Die besten Vordrucke, Checklisten und Arbeitshilfen für Ärzte. Verlag Praktisches Wissen, Offenburg 1996, ISBN 3-929397-73-0.
- mit Karin Diehl et al.: Arzthelferinnen-Handbuch. Friedrich Kiehl Verlag, Ludwigshafen 1997, ISBN 3-470-47331-5.
- Das Neue Praxis-Handbuch für Zahnärzte von A-Z. Deutscher Ärzte-Verlag, Köln 1998, ISBN 3-7691-3127-4.
- Qualitätsmanagement in der Arzt- und Zahnarztpraxis. Deutscher Ärzte-Verlag, Köln 1998, ISBN 3-7691-3124-X.
- mit Mirjam Gröschell (Mirjam Stierle): Methoden, Arbeitsmittel und Dokumentation der ärztlichen Praxisorganisation. Med+Org A. Reichert GmbH, Villingen-Schwenningen 1998, ISBN 3-00-003294-0.
- mit Mirjam Gröschell (Mirjam Stierle) et al.: Leitfaden Qualitätsmanagement in der Arztpraxis. Deutscher Ärzte-Verlag, Köln 1999, ISBN 3-7691-3125-8.